# District de Pápa
Le district de Pápa (en hongrois : Pápai járás) est un des 10 districts du comitat de Veszprém en Hongrie. Il compte 58 935 habitants et rassemble 49 localités : 48 communes et une seule ville, Pápa, son chef-lieu.
Cette entité existait déjà auparavant, jusqu'à la réforme territoriale de 1983 qui a supprimé les districts.

## Localités
- Adásztevel
- Bakonyjákó
- Bakonykoppány
- Bakonypölöske
- Bakonyszentiván
- Bakonyszücs
- Bakonyság
- Bakonytamási
- Béb
- Békás
- Csót
- Dáka
- Döbrönte
- Egyházaskesző
- Ganna
- Gecse
- Gic
- Homokbödöge
- Kemeneshőgyész
- Kemenesszentpéter
- Kup
- Külsővat
- Lovászpatona
- Magyargencs
- Malomsok
- Marcalgergelyi
- Marcaltő
- Mezőlak
- Mihályháza
- Nagyacsád
- Nagydém
- Nagygyimót
- Nagytevel
- Nemesgörzsöny
- Nemesszalók
- Nyárád
- Németbánya
- Nóráp
- Pápa
- Pápadereske
- Pápakovácsi
- Pápasalamon
- Pápateszér
- Takácsi
- Ugod
- Vanyola
- Vaszar
- Vinár
- Várkesző